# Rocky Raccoon
«Rocky Raccoon» — пісня групи «The Beatles» з їхнього однойменного подвійного альбому (також знаного як «Білий альбом»). Пісня була написана на початку 1968 року, головним чином Полом Маккартні, натхненним спільним музикуванням з Джоном Ленноном і Донованом під час перебування групи в Рішікеші (Індія), і є комічною історією про чоловіка-рогоносця, що бажає помститися своєму суперникові.

## Історія пісні
Пісня є фолк-баладою, названою на честь головного героя (попри те, що в тексті спочатку фігурувало ім'я Rocky Sassoon, Маккартні вирішив поміняти його на Rocky Raccoon, оскільки йому здалося, що так воно буде звучати «більш по-ковбойськи».
В інтерв'ю журналу Mojo у жовтні 2008 року Маккартні визнав, що пісня є пастишем, сказавши: «Я, загалом-то, висміював фолк-виконавця». Джон Леннон приписав цю пісню Маккартні, сказавши: «Став би я займатися всією цією нісенітницею з гедеонівською Біблією та іншою нісенітницею?» (в тексті пісні є рядки «Rocky Raccoon checked into his room only to find Gideon's bible», що є відсиланням до діяльності товариства Gideons International, що займається поширенням Біблії в громадських місцях).
«Rocky Raccoon» стала останньою піснею «The Beatles», в якій Джон Леннон грав на губній гармоніці.
Колишній ударник групи The 13th Floor Elevators Денні Томас стверджував, що пісня «Rocky Racoon» є своєрідною відповіддю «The Beatles» на пісні цієї групи.

## Запис пісні
Група записала пісню 15 серпня 1968 року. В цілому було записано 9 треків з базовим ритмом, вокалом Маккартні і партією баса Леннона. До дев'ятої версії були дозаписані додаткові ударні, партія губної гармоніки, фісгармонія, підголоски, а також соло Джорджа Мартіна на піаніно «хонкі-тонк» для додання пісні стилю «Дикого Заходу» («хонкі-тонк» — це особливий різновид піаніно, трохи розладнаного і без фетру на молоточках).
Восьмий дубль пісні був випущений пізніше, в треклисті збірного альбому Anthology 3. Він відрізняється дещо іншим текстом (замість Дакоти згадується Міннесота) та більш пафосним західним акцентом Маккартні; окрім цього, замість слів «stinking of gin» Маккартні помилково сказав «sminking of gin», після чого розсміявся і вигукнув «Sminking?!».

## Учасники запису
- Пол Маккартні — вокал, акустична гітара
- Джон Леннон — підголоски, губна гармоніка, фісгармонія, шестиструнна бас-гітара Fender Bass VI
- Джордж Харрісон — підголоски
- Рінго Старр — ударні
- Джордж Мартін — піаніно «хонкі-тонк»